# 모니카 구에리토레
모니카 구에리토레(Monica Guerritore, 1958년 1월 5일 ~ )는 이탈리아의 배우이다.

## 출연 작품
- 더 저먼스 팩토리 (2008)
- 빗속의 산드린 (2008)
- 운수 좋은 날 (2008)
- 불화의 씨앗 (2008)
- 엔드리스 게임 (1990)
- 베니스의 정사 (1986)
- 더티 우먼 (1986)
- 블랙 커플 (1985)
- 주말의 정사 (1985)
- 멘 오어 낫 멘 (1980)
- 짧은 휴가 (1975)